# Talsperre Kiliansteich
Der Kiliansteich ist eine Talsperre im Harz. Sie liegt nahe Straßberg in sachsen-anhaltischen Landkreis Harz. Der durch den Büschengraben gespeiste Stausee ist Nachfolger der zwei unteren Teiche der alten Staukaskade Kiliansteiche.
Ursprünglich als Trinkwasserreserve angelegt, wird die Talsperre heute zum Hochwasserschutz sowie zur Niedrigwasseraufhöhung, Fischerei und Naherholung genutzt.

## Geographische Lage
Der Kiliansteich liegt innerhalb des Unterharzes im Naturpark Harz. Er erstreckt sich 2,1 km südwestlich des Harzgerodeer Ortsteils Straßberg. Zufluss ist der Büschengraben und Abfluss der Rödelbach, der erst südost- und dann nordwärts zur Selke fließt.

## Geschichte und Beschreibung
Ursprünglich gab es an der Stelle des heutigen Stausees vier Kiliansteiche, wovon einer bereits 1610 urkundlich erwähnt wurde und die hintereinander für den Bergbau angelegte worden waren. Jeweils einer davon war 1901 und 1944 gebrochen und der verbliebene war in einem schlechten Zustand. Deshalb wurde 1989 bis 1995 an der Stelle des untersten Staudamms ein neuer, höherer Damm errichtet. Die beiden mittleren Dämme wurden abgetragen und der oberste, der 1703 erbaute Damm des Oberen Kiliansteichs wurde ausgebaut; sein Becken dient heute als Vorsperre.

## Staudamm
Die Hauptsperre hat als Absperrbauwerk einen Steinschüttdamm mit einer Lehmkerndichtung, der auf Tonschiefer-Festgestein gegründet ist. Der Damm ist 24,6 m über der Gründungssohle hoch sowie 210 m lang und an der Krone 4 m breit. Er hat 93.000 m³ Bauwerksvolumen. Seine Kronenhöhe liegt auf 442,23 m Höhe.

## Stausee
Der Stausee der Hauptsperre ist 17,3 ha groß. Er hat 1,069 Millionen m³ Gesamtstauraum bei einem Einzugsgebiet von 3,9 km². Der Wasserspiegel liegt am Stauziel auf 440,5 m Höhe. Das Bemessungshochwasser liegt bei 3,5 m³/s und die Leistung der Hochwasserentlastung bei 12 m³/s.
Die Kiliansteiche sind als Nr. 211 in das System der Stempelstellen der Harzer Wandernadel einbezogen; die Stempelstelle befindet sich am Erddamm der Vorsperre Kiliansteich.